# Poličná

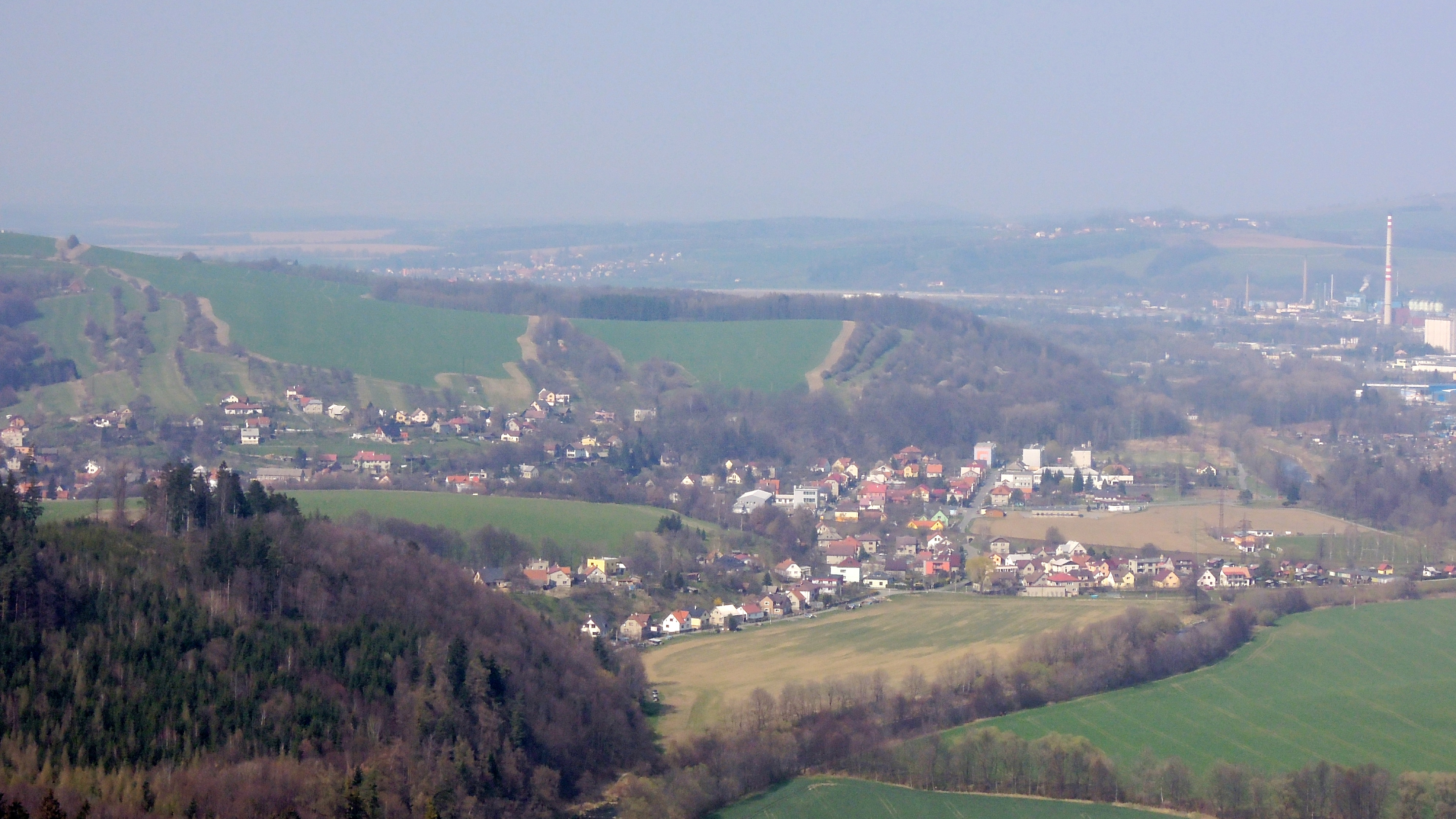
visão geral da cidade

Poličná (em alemão:  Politschen ) é um município e vila no distrito de Vsetín na região de Zlín da República Tcheca. Tem cerca de 1.800 habitantes.

## História
A primeira menção escrita de Poličná é de 1310. Provavelmente foi fundada por volta de 1270.
Poličná juntou-se à cidade de Valašské Meziříčí em 1976, até que uma votação para separar a cidade foi realizada em 21 de abril de 2012, na qual a maioria votou a favor. Em 1º de janeiro de 2013, Poličná tornou-se oficialmente independente novamente.